# Tessie
Tessie — мини-альбом кельтик-панков Dropkick Murphys, вышедший в 2004 году.

## Об альбоме
Tessie записан в 2004 году на студии Hellcat Records. Пластинка имеет два кавера: один — на официальный гимн бостонского бейсбольного клуба Ред Сокс на заглавный трек альбома «Tessie» и второй на ирландскую фольклорную балладу «The Fields of Athenry» о периоде Великого массового голода, болезней и эмиграции с 1845 по 1852 год. Трек «The Fields of Athenry» был выпущен ранее на альбоме Blackout. Вскоре после выхода песни «Tessie» клуб Бостон Ред Сокс вновь выиграл чемпионат США по бейсболу впервые с 1918 года. Оригинал был написан в 1902 году бродвейскими музыкантами The Silver Slipper. Исключительно на этой версии появляются только композиции «The Burden (live on WBCN)» и «Tessie (Old Timey Baseball version)». Композиция «Nutty», записанная в честь хоккейной команды «Бостон Брюинз», которая имеет второе название «Nutrocker», была выпущена позднее на коллекции синглов Singles Collection, Volume 2 и сборнике раритетов и, вместе с песней «Tessie», была бонусным треком на их следующем альбом The Warrior’s Code.
Музыкальный видеоклип на песню «Tessie» был также включён в расширенную версию этого мини-альбома. Песня заняла 89-е место в американском чарте современного рока. Она также стала саундтреком к фильму «Бейсбольная лихорадка» и к видеоигре «MVP Baseball 2005».

## Список композиций
1. «Tessie» — 4:13
2. «The Fields of Athenry» — 4:26
3. «Nutty» — 1:21
4. «The Burden (live on WBCN)» — 2:49
5. «Tessie (Old Timey Baseball version)» — 4:13